# Het Octaaf
Kerkelijk centrum Het Octaaf is een kerkgebouw van de Protestantse Kerk in Nederland in de Nederlandse stad Hoorn. Het gebouw werd in 1962 door een van de gemeenteleden van de Gereformeerde Kerk, dhr. Ruitenbeek, ontworpen. In de zomer van 1968 werd de bouw afgerond en het centrum werd in gebruik genomen. De kerk is gebouwd ter vervanging van de te klein geworden Mariakapel. Het nieuw pand werd achthoekig en modern. Links van de kerk staat een betonnen kerktoren met daarin één kerkklok.
De kerk werd gebouwd als Gereformeerde kerk, in de aandachtswand bevinden zich twee stenen uit de Mariakapel. Op deze stenen staan Bijbelteksten.
Apostolisch Genootschap
· Bonifacius
· Ceciliakapel
· Doopsgezinde Kerk
· Dorpskerk
· Eikstraatkerk
· H.H. Engelbewaarderskerk
· Foreestenhuis
· Grote Kerk
· Michaëlskerk (Tapijtkerk)
· Michaëlskerk (Plantage)
· Kapel Dijk en Duin
· Koepelkerk
· Koninkrijkszaal
· Lourdeskapel
· Lutherse kerk
· Mariakapel
· Nederlandse Gereformeerde Kerk
· Sint Maartenskerk
· Martinuskerk
· Nieuw-Apostolische Kerk
· Noorderkerk
· Het Octaaf
· Oosterkerk
Gesloopte schuilkerken:
De Drie Kalfjes
· De Drie Tulpen
· Het Klooster
· Het Witte Lam
· In de Roohand